# Rakszawa (gemeente)
De gemeente Rakszawa is een landgemeente in het Poolse woiwodschap Subkarpaten, in powiat Łańcucki.
De zetel van de gemeente is in Rakszawa.
Op 30 juni 2004 telde de gemeente 7210 inwoners.

## Oppervlakte gegevens
In 2002 bedroeg de totale oppervlakte van gemeente Rakszawa 66,37 km², waarvan:
- agrarisch gebied: 52%
- bossen: 41%

De gemeente beslaat 14,69% van de totale oppervlakte van de powiat.

## Demografie
Stand op 30 juni 2004:
| Omschrijving                   | Totaal | Totaal | Vrouwen | Vrouwen | Mannen | Mannen |
| ------------------------------ | ------ | ------ | ------- | ------- | ------ | ------ |
| eenheid                        | aantal | %      | aantal  | %       | aantal | %      |
| inwoners                       | 7210   | 100    | 3721    | 51,6    | 3489   | 48,4   |
| bevolkingsdichtheid (inw./km²) | 108,6  | 108,6  | 56,1    | 56,1    | 52,6   | 52,6   |

In 2002 bedroeg het gemiddelde inkomen per inwoner 1319,01 zł.

## Administratieve plaatsen (sołectwo)
Kąty Rakszawskie, Rakszawa, Węgliska, Wydrze.

## Aangrenzende gemeenten
Czarna, Leżajsk, Sokołów Małopolski, Żołynia